# El Brull
El Brull (spanisch Brull) ist ein Bergdorf und eine katalanische Gemeinde (municipio) mit 293 Einwohnern (Stand: 2024) in der Provinz Barcelona im Nordosten Spaniens. Sie liegt in der Comarca Osona. Neben dem Hauptort El Brull gehören die Weiler La Castanya und Viladrover zur Gemeinde.

## Geographie
El Brull liegt etwa 50 Kilometer nordnordöstlich von Barcelona in einer Höhe von ca. 1135 m.

## Bevölkerungsentwicklung
| Jahr      | 1970 | 1981 | 1991 | 2001 | 2011 | 2021 |
| Einwohner | 1970 | 1981 | 1991 | 2001 | 2011 | 2021 |

## Sehenswürdigkeiten
- Burganlage von Savassona
- Martinskirche in El Brull
- Kirche von Mas Casademunt
- Jakobskirche von Viladrover
- Marienkapelle

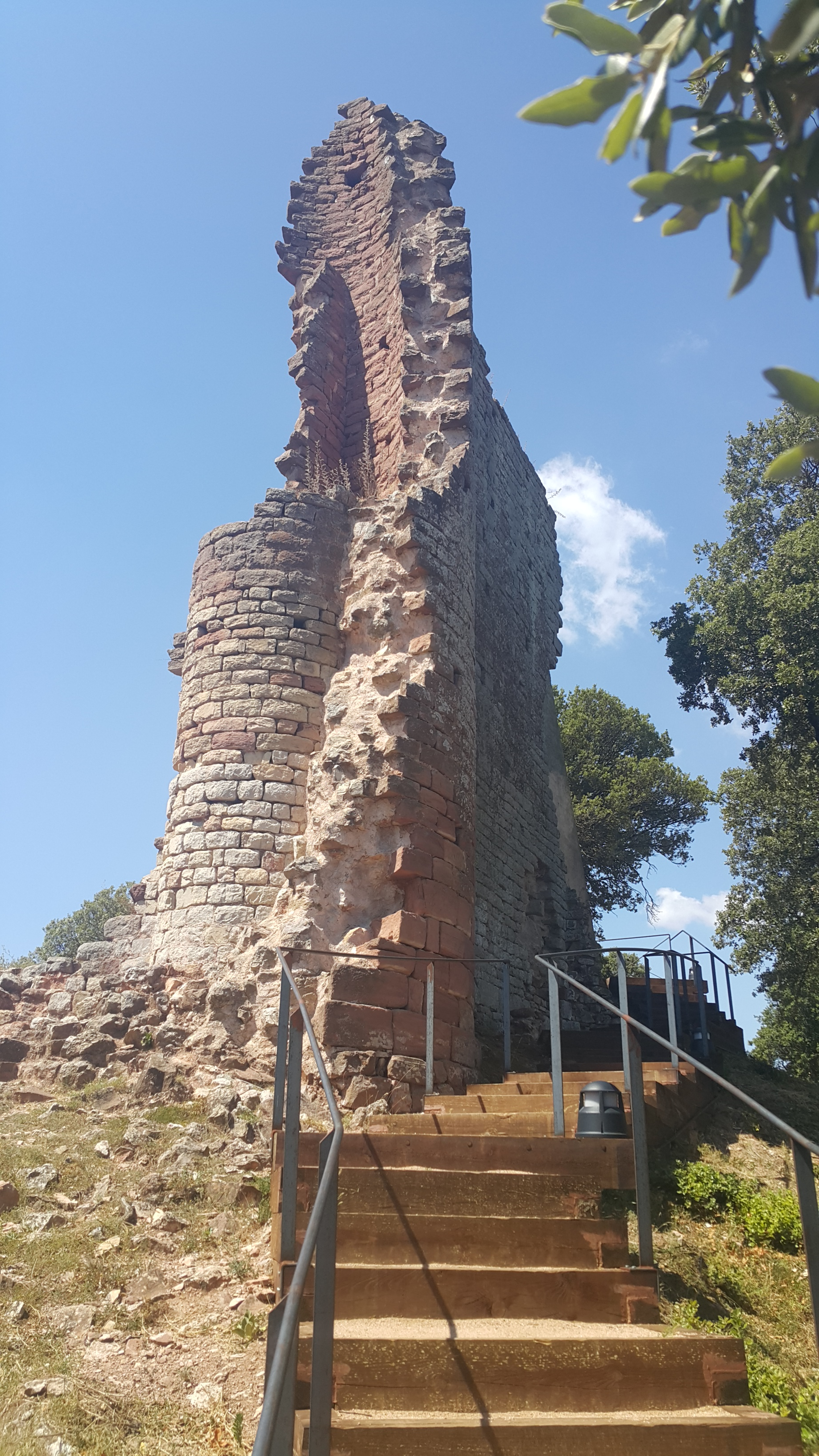
Burgruine von El Brull
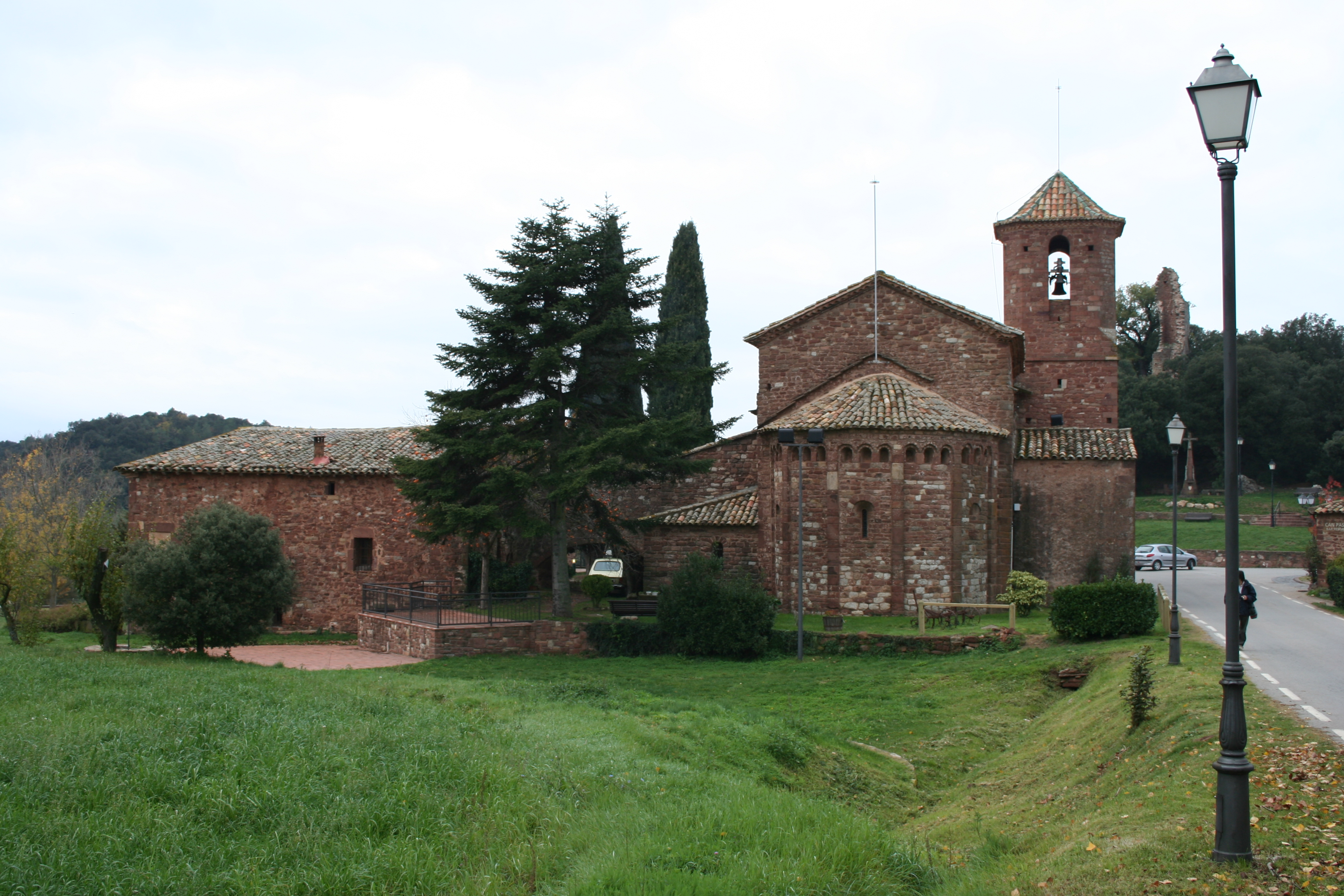
Martinskirche
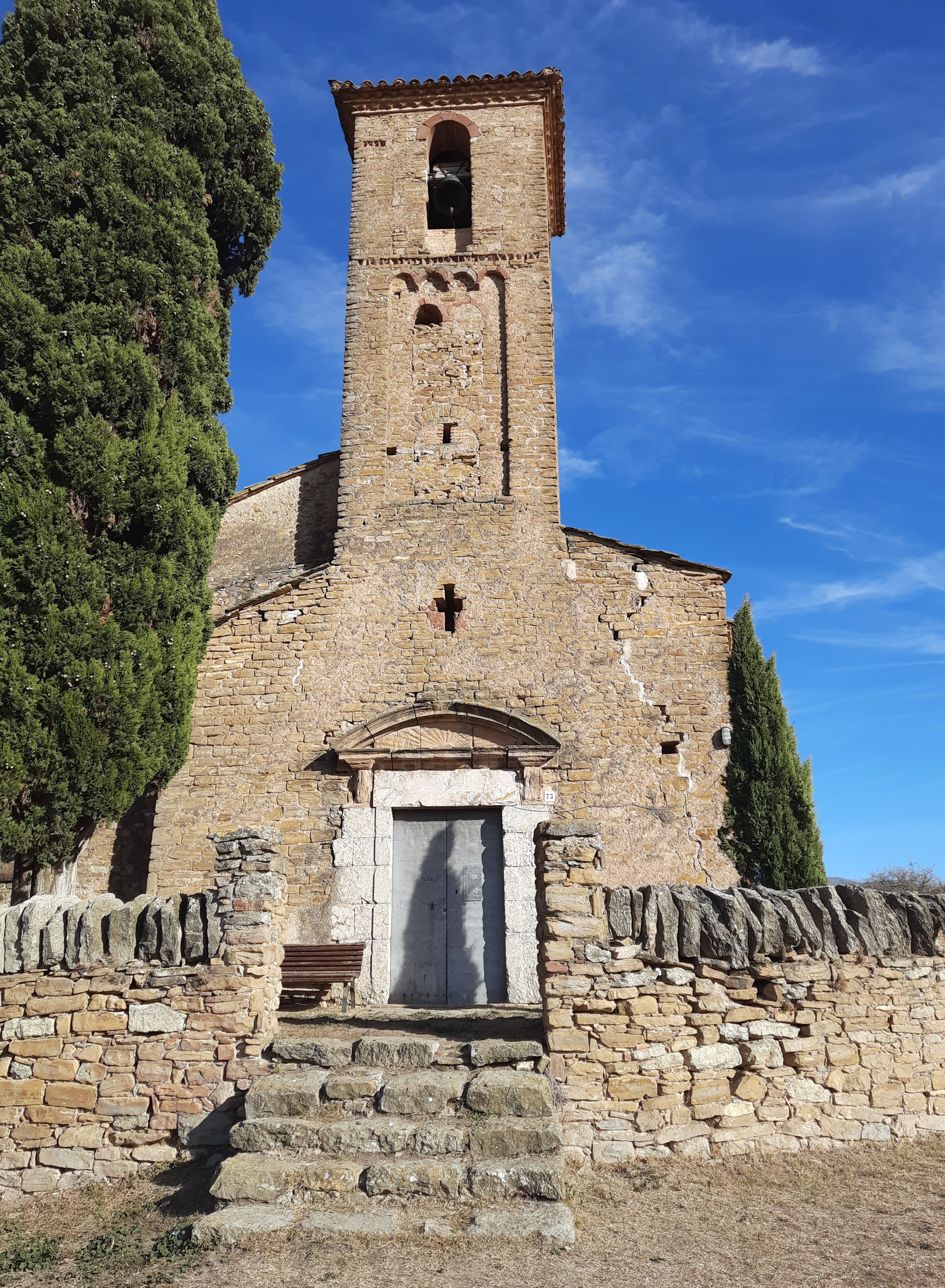
Jakobskirche
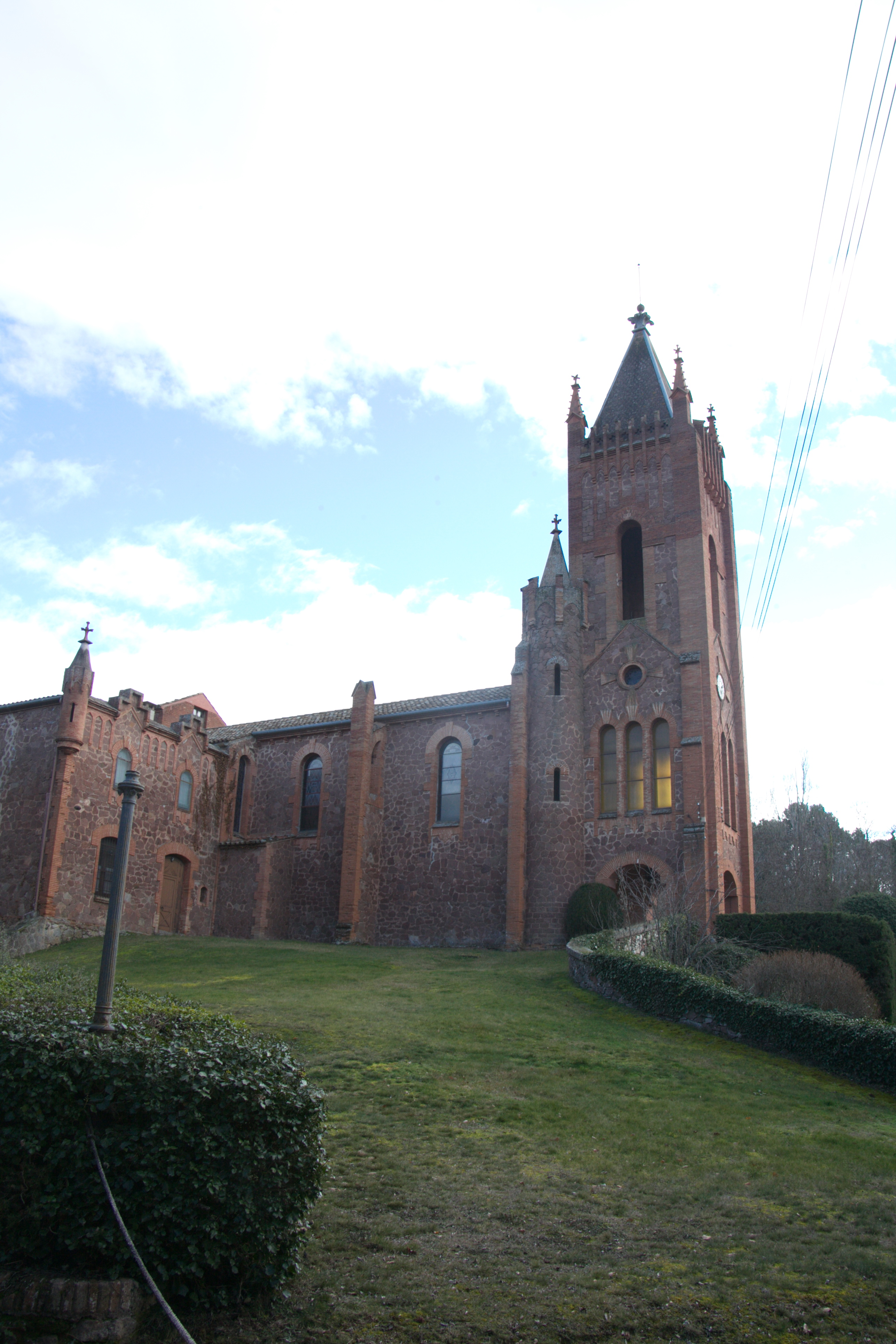
Kirche von Mas Casademunt
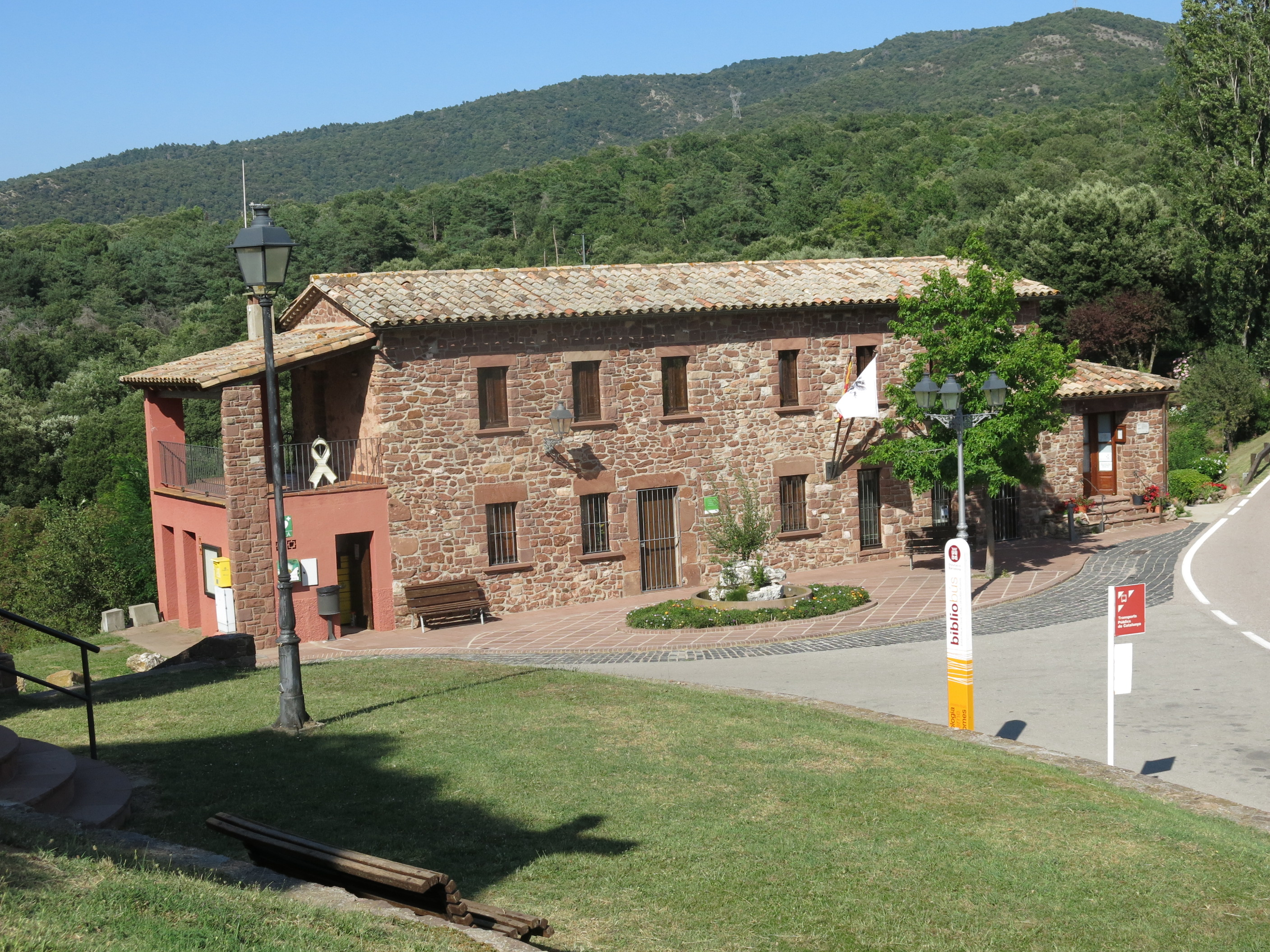
Rathaus